# Musca vitripennis
Musca vitripennis är en tvåvingeart som beskrevs av Johann Wilhelm Meigen 1826. Musca vitripennis ingår i släktet Musca och familjen husflugor. Inga underarter finns listade i Catalogue of Life.